# Rumieniec

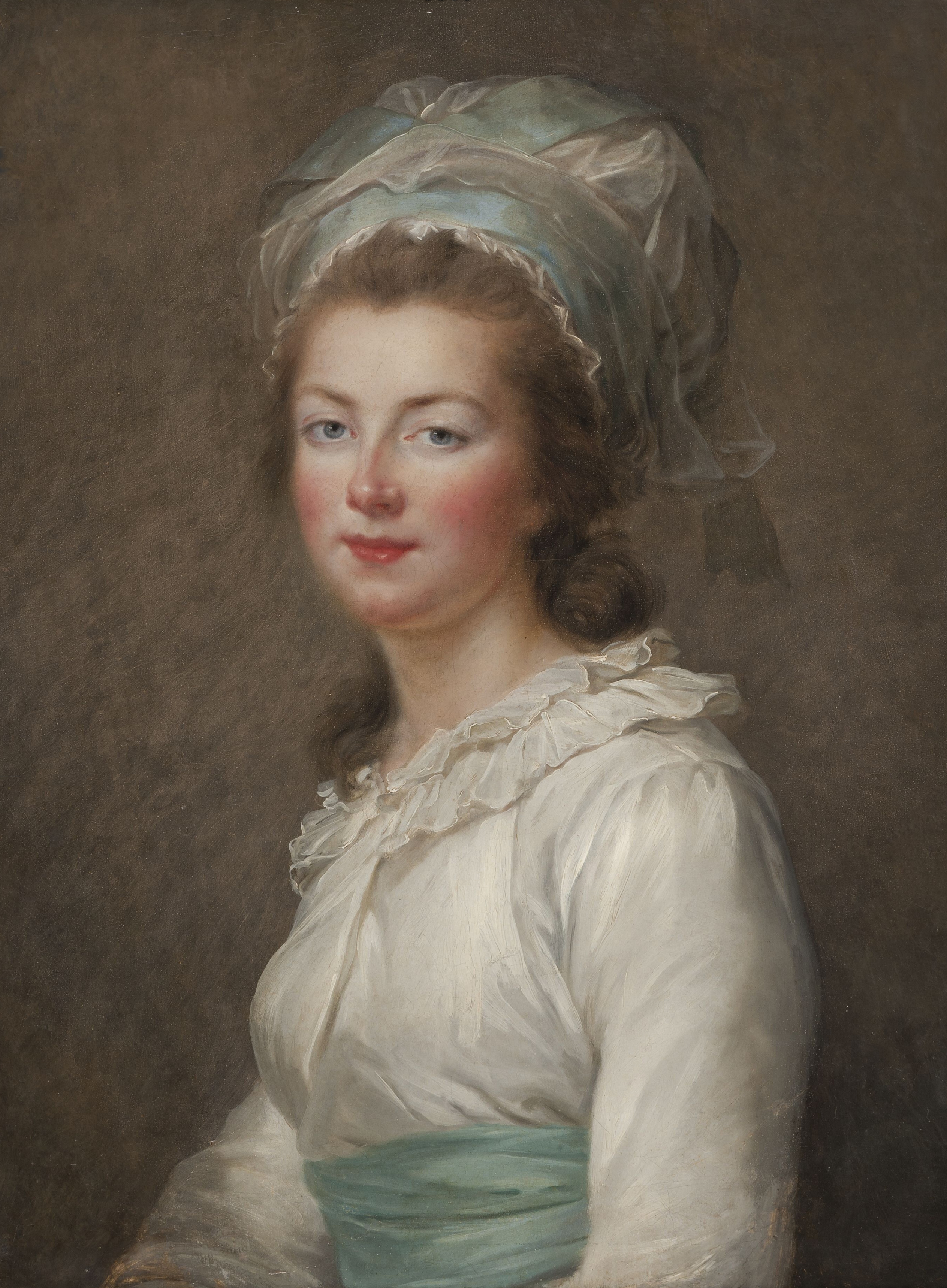
Portret Elżbiety Burbon pędzla Élisabeth Vigée-Lebrun.

Rumieniec – niezależne od woli, napadowe zaczerwienienie skóry twarzy, zwłaszcza policzków (stąd określenia „spiec raka”, „stanąć w pąsach”, „spłonić się”). Dawniej rumieniec dziewczęta wywoływały także sztucznie (na przykład nacierając policzki sokiem z kłączy konwalii majowej).
Występuje u zdrowych ludzi pod wpływem emocji, zwłaszcza w sytuacji niepożądanego zainteresowania ze strony innych ludzi. Wystąpienie rumieńców wiąże się z rozszerzeniem małych naczyń krwionośnych skóry i zwiększeniem przepływu krwi przez skórę twarzy. Wydaje się, że u podłoża rumieńców leży niezależna od woli odpowiedź układu współczulnego i stymulacja beta-adrenergiczna receptorów ścian tych naczyń. Mechanizm jest odmienny niż w zaczerwienieniu skóry twarzy spowodowanym spożyciem alkoholu, podnieceniem seksualnym, albo zależnym od hormonów zaczerwienieniem skóry (zespół paraneoplastyczny). Rumieniec nie powinien też być mylony ze zmianami skórnymi typu rumień, występującymi w wielu chorobach dermatologicznych. 
Podkreśla się społeczne znaczenie rumieńców; zdolność do rumienienia się jest szczególnie nasilona u dzieci i w okresie młodzieńczym („rumieniec panieński”), z wiekiem odpowiedź na bodźce jest mniejsza. Zdolność do rumienienia się jest częstsza u kobiet niż u mężczyzn, oraz u ludzi o jasnym kolorze skóry. 
Patologicznie nasilone czerwienienie się spowodowane zwiększonym napięciem układu współczulnego charakterystyczne jest dla zespołu lęku społecznego (ang. social anxiety disorder); występujący u tych pacjentów lęk przed czerwienieniem się określa się jako erytrofobię. Leczenie tego stanu polega na psychoterapii, w ostateczności stosuje się sympatektomię (chirurgiczne odnerwienie współczulne).